# Dohoda ze Saint Germain o příspěvku za osvobození
Dohoda ze Saint Germain o příspěvku za osvobození, plným názvem Dohoda mezi mocnostmi spojenými a sdruženými o příspěvku na náklady na osvobození území bývalé rakousko-uherské monarchie je dohoda mezi Čelnými mocnostmi a státy které se po první světové válce osamostatnily od Rakouska-Uherska nebo rozšířily své území na úkor Rakouska-Uherska. Dohoda byla podepsána zároveň se Saintgermainskou smlouvou 10. září 1919 na zámku v Saint-Germain-en-Laye na předměstí Paříže. Ve stejný den byla podepsána i tzv. Malá saintgermainská smlouva mezi Čelnými mocnostmi a Československem.
V dohodě se Československo, Polsko, Rumunsko a Království Jugoslávie (pozdější Jugoslávie) zavázaly uhradit příspěvek na náklady spojené s osvobozením (contribution aux dépenses de libération), pro který se vžilo označení poplatek za osvobození. Maximální souhrnná výše příspěvku byla určena na 1,5 miliardy zlatých franků. Československo si v rámci dohody vyjednalo maximální výši svého podílu na 750 milionů franků (článek 1 dohody). Konkrétní výši příspěvků jednotlivých států měla dodatečně navrhnout reparační komise, přičemž měla vycházet z průměrného státního důchodu jednotlivých částí rakousko-uherského území v předválečných finančních letech 1911-1913 (článek 2 dohody). K tomuto příspěvku měla být přičtena úhrada za státní majetek, který uvedené státy získaly od Rakouska-Uherska v souvislosti s jeho rozpadem (na základě čl. 207 Saintgermainské smlouvy a čl. 190 Trianonské smlouvy), a odečteny případné reparační nároky těchto států vůči Rakousku a Maďarsku (článek 3 dohody). Ceklový dluh měl být úročen od roku 1926 a splácen od roku 1931 (článek 4 dohody). Pokud by reparační nároky byly vyšší, dluh by nevzniknul (článek 5 dohody).
Do platby poplatku byla později zahrnuta i Itálie, protože rovněž obsadila část bývalého rakouského území.
Konkrétní výši příspěvků jednotlivých států navrhla Reparační komise 4. listopadu 1924 (rozhodnutí č. 2991). Československo mělo zaplatit 750 milionů zlatých franků (Polsko 225 milionů, Rumunsko 235 milionů, Jugoslávie 178 milionů a Itálie 59 milionů). Ve státním dluhu ČSR byl následně vykazován zahraniční dluh v důsledku mírových smluv ve výši 4,4 miliardy korun. Československá reprezentace se i poté snažila výši příspěvku zredukovat. Byla chována i naděje, že příspěvek by případně vůbec nemusel být vyměřen.
Uvedené finanční otázky byly řešeny v rámci několika navazujících konferencí. Konečné rozhodnutí o uhrazení příspěvku na osvobození přinesla dohoda uzavřená 20. ledna 1930 na konferenci v Haagu. Československu byly určeny splátky ve výši 10 milionů zlatých marek ročně (asi 80 milionů korun ročně) po dobu 37 let, tj. do roku 1966 (ostatním státům byl příspěvek na osvobození zcela kompenzován reparačními nároky). Zároveň však byla zrušena povinnost platit Rakousku za získaný státní majetek a ostatní strany dohody se vzdaly jakýchkoli dalších nároků vůči Československu. Vláda uváděla, že při zahrnutí diskontu 5 % byla celková aktuální hodnota tohoto příspěvku 1,35 miliardy korun. V přepočtu šlo přibližně o čtvrtinovou hodnotu v porovnání s částkou navrženou reparační komisí.
Ve státním dluhu byla v roce 1930 vykázána částka 1,12 miliardy jako dluh v důsledku poválečného vypořádání (celkový státní dluh přesáhl 36 miliard).
Vzhledem k druhé světové válce není jasné, zda byl příspěvek následně v plné výši uhrazen.